# Chrysocale
Chrysocale és un gènere d'arnes de la subfamília Arctiinae erigida per Francis Walker el 1854.

## Espècies
- Chrysocale betzi Viette, 1980
- Chrysocale corax Hampson, 1901
- Chrysocale ferens Schaus, 1896
- Chrysocale fletcheri Viette, 1980
- Chrysocale gigantea Druce, 1890
- Chrysocale gigas Rothschild, 1911
- Chrysocale ignita Herrich-Schäffer, 1853
- Chrysocale pava Dognin, 1893
- Chrysocale plebeja Herrich-Schäffer, 1853
- Chrysocale principalis Walker, 1864
- Chrysocale regalis Boisduval, 1836
- Chrysocale splendens Dognin, 1888
- Chrysocale uniformis Draudt, 1917